# ハイメ・アルグエルスアリ
ハイメ・ビクトル・アルグエルスアリ・エスクデロ（Jaime Víctor Alguersuari Escudero、1990年3月23日 - ）はスペイン・バルセロナ出身の元レーシングドライバー。2008年に史上最年少でイギリス・フォーミュラ3選手権チャンピオンを獲得した。2015年10月1日、25歳でモータースポーツからの引退を発表。
F1デビュー戦における記者会見では、名前の発音を尋ねられた際にMy name is 'Heimi Al-gay-shuari'.（ヘイミ・アルゲイシュアリ）と名乗っている。テレビ朝日のフォーミュラE中継での表記は「ハイメ・アルゲルスアリ」。「ジェイミー・アルグエルスアリ」の表記もある。
父はオートバイレースの最高峰・ロードレース世界選手権（WGP/現MotoGP）50ccクラスへの参戦経験を持ち、引退後はRPMの代表としてワールドシリーズ・バイ・ニッサン〜フォーミュラ3.5 V8を設立・運営していたハイメ・アルグエルスアリSr.。

## 経歴

### カート
1998年に8歳でカートデビュー、2003年・2004年とヨーロッパICAジュニア選手権に参戦。イタリア・オープンマスターズのICAジュニアクラスで4位、スペイン選手権ではシリーズチャンピオンを獲得。2005年に鈴鹿サーキットカートコースで開催されたFIAワールドカップ・アジア・パシフィック選手権で2位を獲得しカートを卒業する。

### レッドブル・ジュニアチーム入り
2005年に四輪レースへ移行し、フォーミュラ・ルノーにデビュー。またフォーミュラ・ジュニア・ルノー1600史上最年少で優勝。この実績によりその年のうちにレッドブル・ジュニアチームに招聘された。
2006年にイタリア・フォーミュラ・ルノーに参戦し、最年少表彰台と同年のルーキー・オブ・ザ・イヤーを獲得（ランキング10位）。シーズン終了後にフォーミュラ・ルノー・ウィンター・シリーズにも参戦し、4勝を挙げて最年少でタイトルを獲得した。
2008年、イギリスF3にステップアップし、レッドブルが支援するカーリン・モータースポーツより参戦。5勝を挙げF3初年度で最年少タイトルを獲得する。イギリス選手権以外にスペインF3選手権にも参戦、新設のバレンシア市街地コースで最初の優勝者となるなど実績を積み重ねる。
2009年はレッドブル・カーリンからワールド・シリーズ・バイ・ルノーに参戦していたが、同年7月1日、レッドブルよりF1「レッドブル・レーシング」と「スクーデリア・トロ・ロッソ」両チームのリザーブドライバーに指名された。

### フォーミュラ1
2009年、ドイツGP終了後にトロ・ロッソから解雇されたセバスチャン・ボーデに代わってレギュラードライバーに昇格し、ハンガリーGPを15位で完走した。19歳125日でのF1デビューは、1980年に記録されたマイク・サックウェルによる最年少出走記録を19年ぶりに更新するものだった（2020年現在はマックス・フェルスタッペンの17歳165日が最年少）。並行してワールド・シリーズ・バイ・ルノーも最終戦まで参戦し続けた。
2010年はトロ・ロッソより開幕からF1参戦。第2戦オーストラリアGPではミハエル・シューマッハと抜かれるまでバトルを展開し、第3戦マレーシアGPで9位に入賞。これはセバスチャン・ベッテルの記録に次ぐ2番目の若さでのF1初入賞記録となった。F1ドライバーとしての初の母国凱旋となる第5戦スペインGPでは10位入賞。その後、第14戦ベルギーGPでも10位で8戦ぶりのポイント獲得と思われたが、他車をオーバーテイクする際にシケインをショートカットしたとして決勝終了後に25秒を加算されるペナルティを受け、ポイント圏外の13位に降格となった。最終戦アブダビGPでは予選17位から這い上がり9位に入賞した。
2011年もトロ・ロッソよりF1参戦。第3戦中国GPの予選Q2ではセッション中に赤旗が出されたが、それ以前に他チームよりも早めにアタックを完了していたことが功を奏し、自身初のQ3進出と、自己ベストの7番グリッドを獲得した。しかし決勝では、1回目のピットイン後に右リヤタイヤが脱落しリタイアとなった。第7戦カナダGP決勝ではピットスタートを選択、最後尾から追い上げる展開となったが、荒れたレースでポジションを上げ8位に入賞。イタリアGP、韓国GPでは自身最高位となる7位でポイントを獲得、インドGPでも8位入賞などシーズン合計26ポイントを獲得し、チームメイトのブエミと比較しても好戦績をおさめた。
しかしレッドブル陣営首脳からの評価は得られず、2012年シーズンを前にレッドブルは育成ドライバーのジャン＝エリック・ベルニュとダニエル・リチャルドの2名をトロ・ロッソで走らせると発表した為、アルグエルスアリはレギュラーシートを失った。この事態に備えてロータス（旧ルノーF1）とも交渉していたと公表したがそちらも成立はしなかった。結局2012年はピレリタイヤの開発テストドライバーとBBCのラジオ中継の解説者を務めた。翌2013年もピレリ開発テストドライバーを継続して担当。

### フォーミュラE
2014-2015年は、新たに開催されるフォーミュラE選手権にヴァージン・レーシングからエントリー。チームメイトのサム・バードが第2戦で優勝する一方、自身は決勝最高4位と差をつけられた。
アルグエルスアリは第9戦モスクワのレース後、脱水症状と極度の疲労のため失神し、精密検査の結果が出るまで国際自動車連盟 （FIA）からライセンスを一時停止された（最終2戦はファビオ・ライマーが代役出場）。検査結果では身体の異常は見つからなかったが、2015-2016シーズンのフォーミュラE参戦を断念し、さらに2015年10月の記者会見で「このガールフレンド（レース）への愛情を失ってしまった」「僕には変化が必要だ」としてモータースポーツからの引退を表明した。
2021年よりカートレースに復帰し、2022年のFIA世界カート選手権に参戦した。

## F1における記録
- 元最年少完走：2009年第10戦ハンガリーGPにて19歳126日で樹立。⇒2015年第2戦マレーシアGPにてマックス・フェルスタッペンが17歳180日で更新。

## レース戦績

### イギリス・フォーミュラ3選手権
| 年     | チーム                     | エンジン   | 1         | 2       | 3       | 4       | 5        | 6       | 7       | 8     | 9       | 10      | 11        | 12      | 13    | 14      | 15      | 16      | 17      | 18      | 19      | 20      | 21    | 22      | 順位 | ポイント |
| ------ | -------------------------- | ---------- | --------- | ------- | ------- | ------- | -------- | ------- | ------- | ----- | ------- | ------- | --------- | ------- | ----- | ------- | ------- | ------- | ------- | ------- | ------- | ------- | ----- | ------- | ---- | -------- |
| 2008年 | カーリン・モータースポーツ | メルセデス | OUL 1 Ret | OUL 2 1 | CRO 1 6 | CRO 2 5 | MNZ 1 12 | MNZ 2 6 | ROC 1 3 | ROC 2 | SNE 1 2 | SNE 2 3 | THR 1 Ret | THR 2 3 | BRH 1 | BRH 2 4 | SPA 1 3 | SPA 1 4 | SIL 1 5 | SIL 2 6 | BUC 1 3 | BUC 2 1 | DON 1 | DON 2 1 | 1位  | 251      |

- 太字はポールポジション、斜字はファステストラップ。(key)

### フォーミュラ・ルノー 3.5 シリーズ
| 年     | チーム                     | 1       | 2         | 3        | 4       | 5       | 6       | 7        | 8       | 9       | 10      | 11      | 12      | 13      | 14      | 15      | 16      | 17       | 順位 | ポイント |
| ------ | -------------------------- | ------- | --------- | -------- | ------- | ------- | ------- | -------- | ------- | ------- | ------- | ------- | ------- | ------- | ------- | ------- | ------- | -------- | ---- | -------- |
| 2009年 | カーリン・モータースポーツ | CAT 1 5 | CAT 2 16† | SPA 1 10 | SPA 2 6 | MON 1 6 | HUN 1 5 | HUN 2 16 | SIL 1 6 | SIL 2 9 | BUG 1 4 | BUG 2 3 | ALG 1 3 | ALG 2 1 | NÜR 1 5 | NÜR 2 6 | ALC 1 8 | ALC 2 12 | 6位  | 88       |

- 太字はポールポジション、斜字はファステストラップ。(key)
- † : リタイアだが、90%以上の距離を走行したため規定により完走扱い。

### F1
| 年     | 所属チーム   | Car-No. | ランキング | 獲得ポイント | 決勝最高位・回数 | 表彰台回数 | 予選最高位・回数 | FL記録回数 |
| ------ | ------------ | ------- | ---------- | ------------ | ---------------- | ---------- | ---------------- | ---------- |
| 2009年 | トロ・ロッソ | 11      | 24位       | 0            | 14位・1回        | 0回        | 12位・1回        | 0回        |
| 2010年 | トロ・ロッソ | 17      | 19位       | 5            | 9位・2回         | 0回        | 12位・1回        | 0回        |
| 2011年 | トロ・ロッソ | 19      | 14位       | 26           | 7位・2回         | 0回        | 6位・1回         | 0回        |

| 年     | チーム       | シャシー | 1      | 2      | 3       | 4      | 5      | 6       | 7      | 8      | 9      | 10      | 11     | 12      | 13      | 14      | 15      | 16     | 17      | 18     | 19     | WDC  | ポイント |
| ------ | ------------ | -------- | ------ | ------ | ------- | ------ | ------ | ------- | ------ | ------ | ------ | ------- | ------ | ------- | ------- | ------- | ------- | ------ | ------- | ------ | ------ | ---- | -------- |
| 2009年 | トロ・ロッソ | STR4     | AUS    | MAL    | CHN     | BHR    | ESP    | MON     | TUR    | GBR    | GER    | HUN 15  | EUR 16 | BEL Ret | ITA Ret | SIN Ret | JPN Ret | BRA 14 | ABU Ret |        |        | 24位 | 0        |
| 2010年 | トロ・ロッソ | STR5     | BHR 13 | AUS 11 | MAL 9   | CHN 13 | ESP 10 | MON 11  | TUR 12 | CAN 12 | EUR 13 | GBR Ret | GER 15 | HUN Ret | BEL 13  | ITA 15  | SIN 12  | JPN 11 | KOR 11  | BRA 11 | ABU 9  | 19位 | 5        |
| 2011年 | トロ・ロッソ | STR6     | AUS 11 | MAL 14 | CHN Ret | TUR 16 | ESP 16 | MON Ret | CAN 8  | EUR 8  | GBR 10 | GER 12  | HUN 10 | BEL Ret | ITA 7   | SIN Ret | JPN 15  | KOR 7  | IND 8   | ABU 15 | BRA 11 | 14位 | 26       |

(key)

### フォーミュラE
| 年          | チーム                 | 車両                     | 1      | 2     | 3     | 4     | 5      | 6     | 7       | 8      | 9      | 10   | 11  | 順位 | ポイント |
| ----------- | ---------------------- | ------------------------ | ------ | ----- | ----- | ----- | ------ | ----- | ------- | ------ | ------ | ---- | --- | ---- | -------- |
| 2014年-15年 | ヴァージン・レーシング | スパーク-ルノー・SRT 01E | BEI 11 | PUT 9 | PDE 5 | BNA 4 | MIA 11 | LBH 8 | MON Ret | BER 12 | MOS 13 | LON1 | LON | 9位  | 30       |

- 太字はポールポジション、斜字はファステストラップ。(key)

## DJとしての活動
レーシングドライバーとしてのキャリア以外に、DJとしての活動も行っている。DJとしての名前は「DJ.スクワイア」として活動。以前より趣味としての活動があったようだが、本格的な活動として2010年頃より自身のレコーディングスタジオにて音楽制作を開始される。2011年9月にブランコ・イ・ネグロ・レコードより初のアルバムがリリースされ、発売から5日でスペイン国内のiTunes1位を獲得している。

## ディスコグラフィ

### アルバム
| 発売日        | タイトル                                        | 規格       | 規格品番   |
| ------------- | ----------------------------------------------- | ---------- | ---------- |
| 2011年9月13日 | Jaime Alguersuari presents Squire, Organic Life | ネット配信 | B005M851IG |